# Ingrid Carlberg
Ingrid Margareta Carlberg, född 30 november 1961 i Surahammar, är en svensk författare och journalist. Hon invaldes i Svenska Akademien den 13 oktober 2020.

## Biografi

### Tidiga år och bakgrund
Ingrid Carlberg är dotter till bergsingenjören Per Carlberg och sjuksköterskan Sonja, född Krokström. Hon avlade aldrig någon journalistexamen; istället avlade hon fil. kand. i nationalekonomi och statskunskap. Vidare var hon verksam som forskningsassistent i Maktutredningen.

### Karriär
Under åren 1990–2010 var Ingrid Carlberg anställd på Dagens Nyheter, med undersökande och berättande reportage som specialitet. Under en tid var hon också ledarskribent på tidningen.
I januari 2010 promoverades Ingrid Carlberg till medicine hedersdoktor vid Uppsala universitet, för boken Pillret som är en reportagebok om antidepressiva läkemedel. Hon vann också Guldspaden 2008 för samma bok. Läsåret 2012–2013 var hon gästprofessor vid JMG, Göteborgs universitet. 
Ingrid Carlbergs biografi om Raoul Wallenberg, Det står ett rum här och väntar på dig, tilldelades Augustpriset för bästa svenska fackbok 2012 samt belönades av Svenska Akademien med Axel Hirschs pris 2013, för ”levnadsteckning av högt konstnärligt och kulturhistoriskt värde”. 
Hon är även författare till fyra barn- och ungdomsromaner.
Ingrid Carlberg invaldes i Svenska Akademien 13 oktober 2020 och tog sitt inträde 15 april 2021. Hon efterträdde då Göran Malmqvist på stol 5.
Den 1 juli 2021 var Carlberg sommarvärd i P1.

## Privatliv
Carlberg är gift med förutvarande statsrådet Pär Nuder och har två barn.

## Priser och utmärkelser
- H. M. Konungens medalj i guld av 8:e storleken (Kon:sGM8, 2020) för betydande insatser som författare[8]
- 2010 – Medicine hedersdoktor vid Uppsala universitet (med. dr. h.c.)
- 2008 – Guldspaden (bokklassen)
- 2009 – Svenska Carnegieinstitutets journalistpris
- 2010 – Svenska Psykiatriska föreningens kulturpris
- 2012 – Augustpriset för Årets bästa fackbok. (Även nominerad till Augustpriset 2008)
- 2013 – Axel Hirschs pris av Svenska Akademien.
- 2014 – Natur & Kultur arbetsstipendium om 100 000 kr
- Hedersledamot vid V-Dala nation, Uppsala
- 2020 – Axel Hirschs pris av Svenska Akademien[9]
- 2023 – Lotten von Kræmers pris av Samfundet De Nio